# Adelbert Nico
Adelbert Alphonso Nico (ur. 18 lutego 1944) – strzelec z Wysp Dziewiczych Stanów Zjednoczonych, olimpijczyk. 
Brał udział w  Letnich Igrzyskach Olimpijskich 1972 (Monachium). Startował w konkurencji karabinu małokalibrowego z trzech postaw (50 m), w której to zajął 66. miejsce.

## Wyniki olimpijskie
| Igrzyska | Konkurencja                               | Wynik | Miejsce | Źródło |
| -------- | ----------------------------------------- | --- | ------- | ------ |
| IO 1972  | Karabin małokalibrowy, trzy postawy, 50 m | Leżąc - 382 punkty (93-94-98-97) Klęcząc - 286 punktów (73-70-72-71) Stojąc - 349 punktów (90-87-86-86) Łącznie - 1017 punktów | 66.     | [ 1 ]  |